# 丽毒蛾
丽毒蛾（学名：Calliteara pudibunda）是毒蛾科的一种蛾，可在欧洲和安纳托利亚等地发现。
该蛾的荷兰文俗名—Meriansborstel取自著名的蝴蝶和昆虫画家安娜·玛利亚·西比拉·梅里安（Anna Maria Sibylla Merian）之名。
茸毒蛾的翼幅可达到40-60毫米，其成虫的活动时间为4月至6月间。其幼虫以栎属植物、柳树、桦木属植物、李属植物、山楂属植物为食。

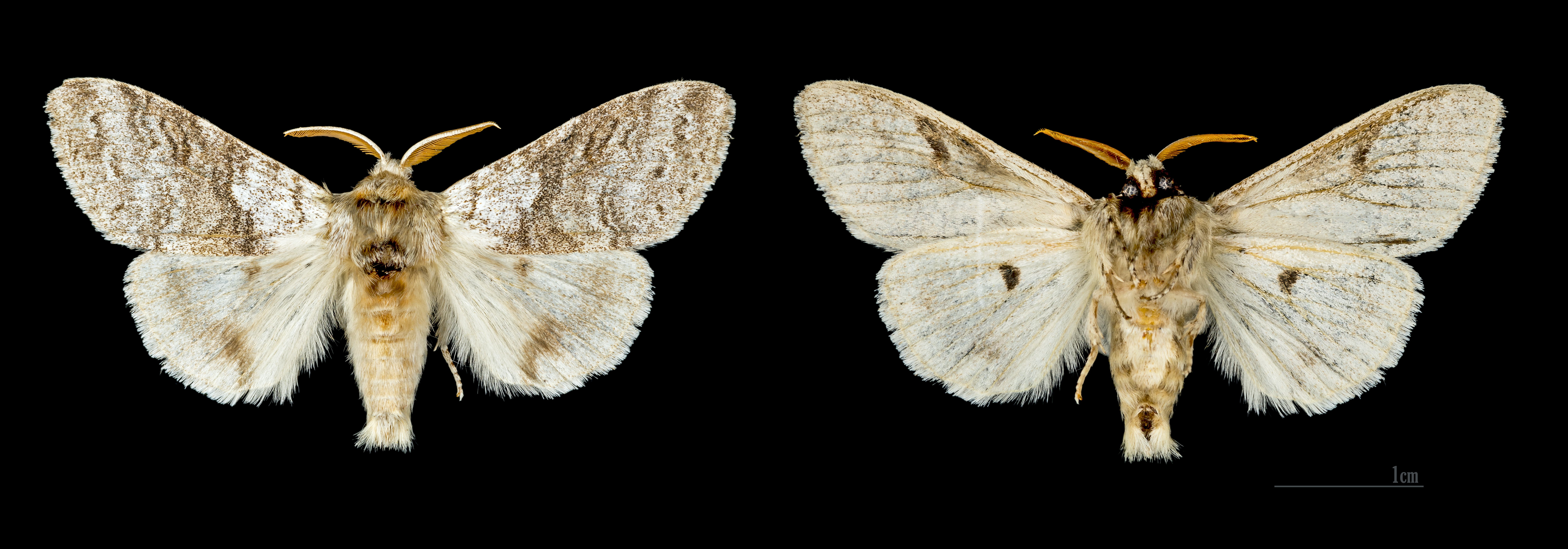
♂
♀
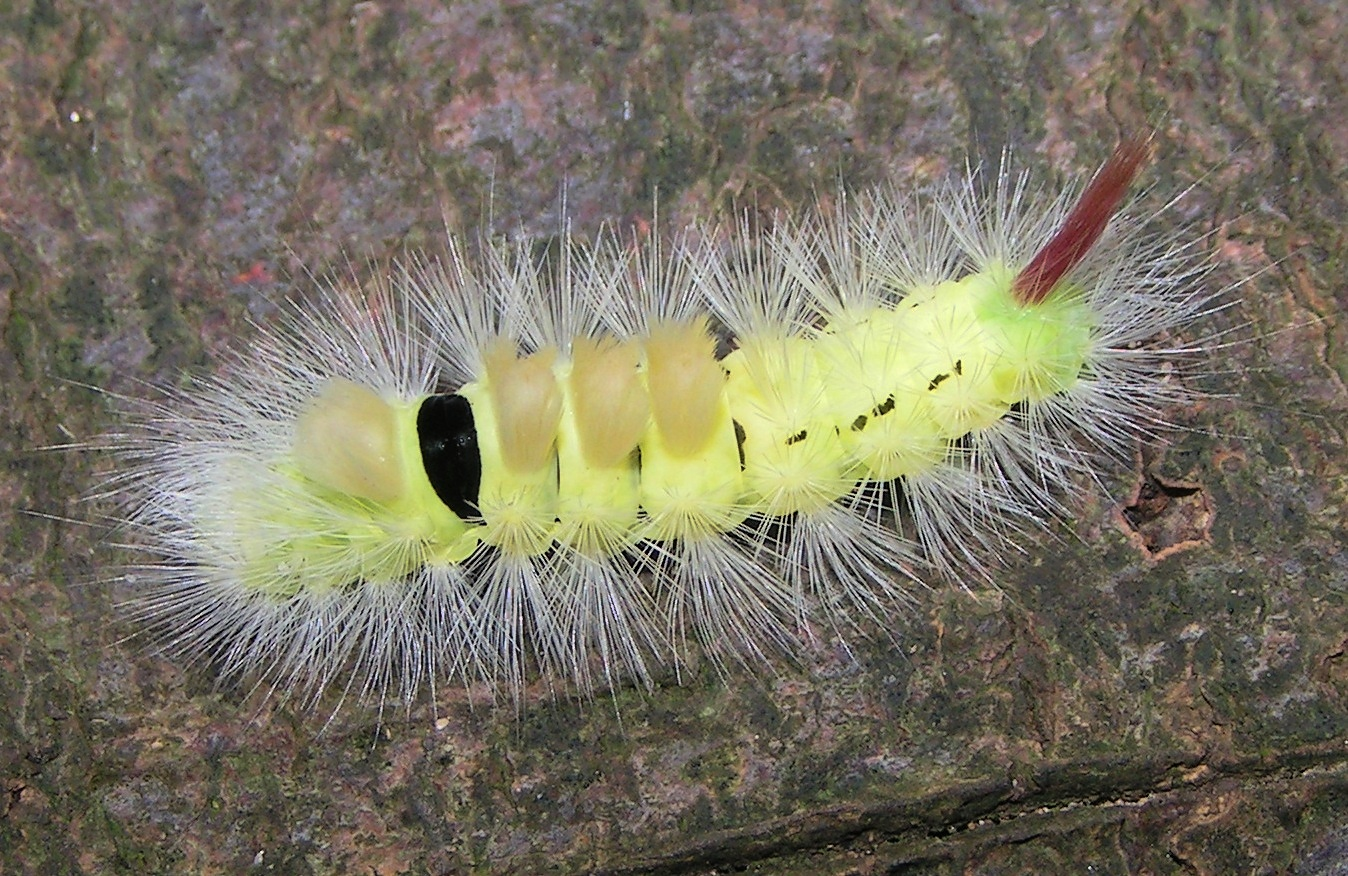
茸毒蛾之幼虫